# Bumpy Ride
Bumpy Ride è un brano musicale del cantautore svedese Mohombi estratto come primo singolo dal suo album di debutto, MoveMeant. È stato pubblicato il 24 agosto 2010. Il brano è stato scritto da RedOne, Bilal "The Chef" Hajji, AJ Junior e Mohombi, e prodotto da RedOne. È la prima pubblicazione dell'etichetta fondata da RedOne 2101 Records, una joint venture con la Universal Music. Del brano, ne è stata pubblicata anche una versione bilingue in francese ed inglese, destinata al mercato francofono.

## Tracce
- US digital download

1. Bumpy Ride – 3:44

- German digital download

1. Bumpy Ride – 3:45
2. Bumpy Ride (Chuckie Remix) – 6:23

- French digital download

1. Bumpy Ride – 3:45
2. Bumpy Ride (French Version) – 3:45

## Classifiche
| Classifica (2010) | Posizione massima |
| ----------------- | ----------------- |
| Belgio (Fiandre)  | 7                 |
| Belgio (Fiandre)  | 10                |
| Canada            | 32                |
| Repubblica Ceca   | 3                 |
| Danimarca         | 8                 |
| Europa            | 10                |
| Finlandia         | 2                 |
| Francia           | 3                 |
| Paesi Bassi       | 1                 |
| Norvegia          | 3                 |
| Polonia           | 4                 |
| Romania           | 14                |
| Slovacchia        | 3                 |
| Spagna            | 17                |
| Svezia            | 6                 |
| Svizzera          | 41                |